# Kaptarenkoella
Kaptarenkoella es un género de foraminífero bentónico considerado un sinónimo posterior de Epistomina de la subfamilia Epistomininae, de la familia Epistominidae, de la superfamilia Ceratobuliminoidea, del suborden Robertinina y del orden Robertinida. Su especie tipo era Lamarckella epistominoides. Su rango cronoestratigráfico abarcaba desde el Bajociense hasta el Batoniense (Jurásico medio).

## Clasificación
Kaptarenkoella incluía a las siguientes especies:
- Kaptarenkoella epistominoides †
- Kaptarenkoella gravis †
- Kaptarenkoella minima †
- Kaptarenkoella rotunda †